# Terza battaglia di Panipat
La Terza battaglia di Pānīpat (in urdu پانی پت کی تیسری لڑائی‎?, in Hindi पानीपत का तृतीय युद्ध) del 1761, combattuta in India (Haryana) fu una battaglia di notevole ampiezza e di grande rilevanza per la storia dell'India e provocò gravi perdite tra le forze dell'Impero Durrānī e quelle dell'Impero Maratha.
La battaglia ebbe luogo il 14 gennaio 1761 a Pānīpat, circa 97 km a N di Delhi, e vide contrapposti l'Impero Maratha e le forze d'invasione del re degli Afghani Aḥmad Shāh Abdālī (o Durrānī), sostenuto da tre alleati indiani: il Rohilla (Pashtun) Najīb al-Dīn Dawla, gli Afghani della regione del Doab e Shujāʿ al-Dawla, Nawwāb di Awadh (o Oudh).
 L'esercito maratha era comandato da Sadashivrao Bhau, terzo uomo più potente del suo impero dopo il sovrano maratha Chhatrapati e il suo Peshwa (Primo ministro maratha). 
Il grosso dell'esercito maratha era stazionato nel Deccan con il Peshwa. Militarmente, la battaglia contrappose l'artiglieria e la cavalleria dei Maratha e la cavalleria pesante e l'artiglieria montata (zamburak e jēzāʾīl) degli Afghani e dei Rohilla, guidati da Abdālī e da Najīb al-Dīn Dawla, entrambi etnicamente afghani.
La battaglia è considerata una delle più grandi mai combattute nel XVIII secolo per numero di guerrieri, ed è forse quella che ha fatto registrare il più alto numero di perdite in un singolo giorno.
Il sito specifico della battaglia non è del tutto certo, ma molti storici pensano che essa sia stata combattuta nelle immediate vicinanze dall'attuale Kāla Āmb e Sanauli Road. La battaglia durò vari giorni e coinvolse più di 125 000 combattenti. Vi furono schermaglie protratte, con insuccessi e vantaggi tattici da entrambe le parti. Le forze al comando di Aḥmad Shāh Durrānī ne uscirono vincitrici dopo aver distrutto gran parte delle truppe schierate sui fianchi dello schieramento maratha. Le dimensioni delle perdite da entrambe le parti sono ampiamente discusse dagli storici, ma si crede che tra i 60 000 e i 70 000 uomini siano stati uccisi in combattimento, mentre il numero dei feriti o dei prigionieri varia in misura notevole. Secondo la cronaca di un singolo testimonio oculare — il Dīvān Kashī Rā del bakhar (forma narrativa storica in marathi) di Shujāʿ al-Dawla — circa 40 000 prigionieri maratha furono sgozzati a sangue freddo il giorno successivo al termine della battaglia. Grant Duff riporta una dichiarazione di un sopravvissuto a quei massacri nella sua History of the Marathas e in genere conferma quei numeri. Shejwalkar - la cui monografia Panipat 1761 è spesso indicata come la miglior fonte secondaria relativa alla battaglia - sostiene che "non meno di 100 000 Maratha (tra guerrieri e non combattenti) perirono durante e dopo la battaglia".
L'esito della battaglia fu l'arresto temporaneo dell'avanzata maratha nel Nord e la destabilizzazione dei loro territorio per circa un decennio. Questo periodo fu caratterizzato dal ruolo svolto da Peshwa Madhavrao, cui viene attribuito il merito della rinascita della dominazione maratha dopo la disfatta a Pānīpat.
Nel 1771, dieci anni dopo Pānīpat, Mahadji Shinde guidò un ampio esercito maratha nel N dell'India in una spedizione punitiva che restaurò la dominazione maratha in quell'area e punì i poteri che si erano schierati dalla parte degli Afghani, come i Rohilla, o si erano scrollati di dosso il dominio dei Maratha dopo Pānīpat. Ma il loro successo fu di breve durata, visto che il governo centralizzato del Peshwa fu paralizzato dalla incipiente morte di Madhavrao all'età di 28 anni, cui poco dopo seguirono i combattimenti tra i capi dei Maratha che, alla fine, subirono un colpo finale ad opera dei britannici nel 1818.

## Antefatti

### Declino dell'Impero mughal

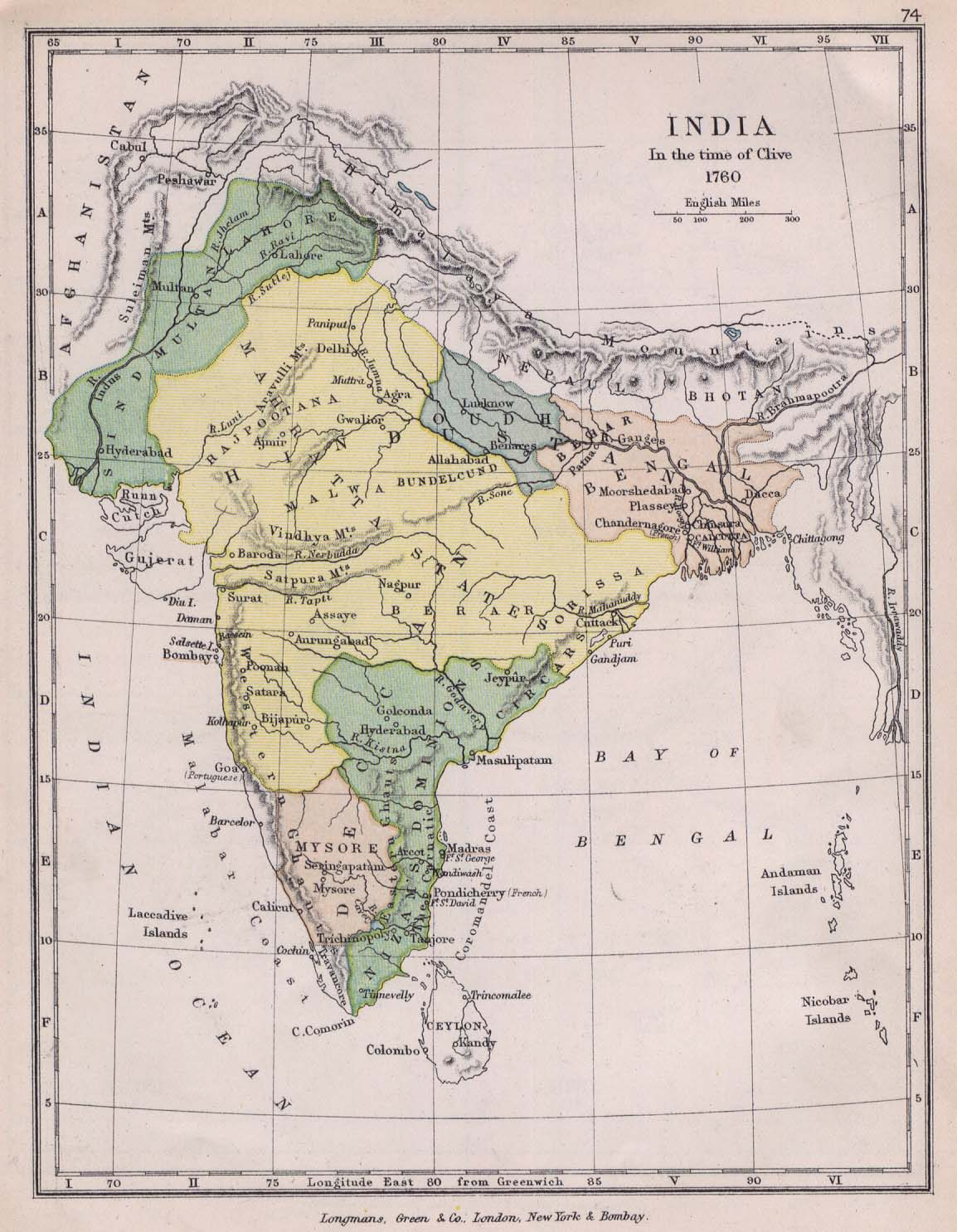
Estensione dell'Impero Maratha, in giallo (1760).

Le Guerre Mughal–Maratha, o "Guerre d'indipendenza maratha", protrattesi per 27 anni (1680–1707) comportarono repentine perdite territoriali per l'Impero Maratha in favore dell'Imperatore mughal Aurangzeb. Tuttavia, dopo la sua morte nel 1707, questa tendenza s'invertì a seguito della guerra di successione mughal che contrappose tra loro i figli di Aurangzeb.
Dal 1712, i Maratha cominciarono rapidamente a recuperare i loro territori perduti. Sotto il Peshwa Baji Rao, Gujarat, Malwa e Rajputana caddero sotto il controllo maratha. Infine, nel 1737, Baji Rao sconfisse i Mughal nella periferia di Delhi e s'impadronì di buona parte degli antichi territori dell'Impero Mughal a S di Agra. Il figlio di Baji Rao, Balaji Baji Rao, incrementò ulteriormente i territori sotto controllo maratha invadendo il Punjab nel 1758.
Ciò portò i Maratha al diretto confronto con le forze dell'Impero Durrānī di Aḥmad Shāh Abdālī (noto anche come Aḥmad Shāh Durrānī). Nel 1759 egli levò un esercito tra le tribù Pashtun e Balochi e colpì le piccole guarnigioni Maratha in Punjab. Poi si unì ai suoi alleati indiani — gli afghani Rohilla del Doāb indo-gangetico - costituendo una vasta coalizione da scagliare contro i Maratha.
Per contrastare ciò, Raghunathrao progettò di muoversi verso nord chiedendo un'ampia cifra e un esercito, negatigli tuttavia da suo cugino Sadashivrao Bhau e dal Dīvān del Peshwa, così che fu costretto a rinunciare a muoversi, malgrado Sadashivrao Bhau fosse diventato uno dei comandanti delle forze maratha che combatteranno nella successiva battaglia a Pānīpat.
I Maratha, sotto il comando di Sadashivrao Bhau, arruolarono un esercito di 45 000–60 000 uomini, che fu accompagnato da circa 200 000 non combattenti, tra cui un imprecisato numero di pellegrini desiderosi di compiere un pellegrinaggio a questo o quel luogo sacro Hindu nel Nord dell'India. I Maratha avviarono il loro spostamento verso settentrione muovendo da Patdur il 14 marzo 1760. Entrambi gli schieramenti provarono ad attirare dalla loro parte il Nawwāb di Awadh, Shujāʿ al-Dawla, ma questi optò infine per unire le sue forze a quelle della coalizione afghano-Rohilla, preferendo quello che gli appariva come l'"esercito dell'Islam". Ciò costituì la maggior disdetta per i Maratha, dal momento che Shujāʿ al-Dawla vantava risorse finanziarie tutt'altro che esigue, assai utili al sostentamento del lungo stazionamento degli Afghani nell'India settentrionale.

### Il fronte maratha
Grant Duff, descrivendo l'esercito maratha, ha scritto:
I Maratha avevano conseguito il controllo di una parte considerevole dell'India nel periodo tra il 1712 e il 1757. Nel 1758 essi occupavano nominalmente la stessa Delhi, avevano conquistato Lahore ed espulso dalle sue terre Tīmūr Shāh Durrānī, figlio del signore afghano Aḥmad Shāh Abdālī e suo viceré. Questo costituì l'apice dell'espansionismo maratha, le cui frontiere si estendevano a nord del fiume Sindhu fino al nord del Kerala settentrionale. Tale territorio era governato dal Peshwa, che progettava di porre sul trono mughal suo figlio Vishwasrao. Tuttavia Delhi rimaneva ancora sotto il controllo de facto dell'Impero Mughal e intellettuali musulmani di spicco, inclusi Shāh Walīullāh Dihlawī e altri esponenti dell'Islam indiano erano spaventati dagli sviluppi potenzialmente negativi di quella situazione. Disperati, essi si appellarono ad Aḥmad Shāh Abdālī, re dell'Afghanistan, per bloccare tale minaccia.

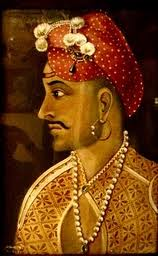
Sadashivrao Bhau

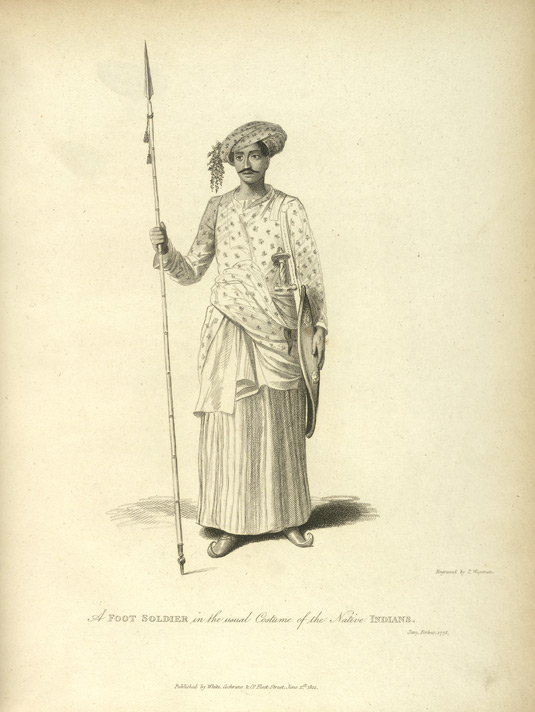
Incisione di un soldato maratha realizzata da James Forbes.

## Preludio
Aḥmad Shāh Durrānī (ovvero Aḥmad Shāh Abdālī), irritato dalle notizie fornitegli da suo figlio e dai suoi alleati, non era intenzionato a permettere l'ulteriore espansione dei Maratha. Dalla fine del 1759 Abdālī, con le tribù afghane, i suoi alleati Balochi e con i Rohilla di Najīb Khān aveva raggiunto Lahore e Delhi, sconfiggendo le piccole guarnigioni nemiche. Aḥmad Shāh, a quel punto, lasciò il suo esercito ad Anupshahr, sulla frontiera del Paese dei Rohilla, convincendo con successo il Nawwāb di Awadh Shujāʿ al-Dawla a raggiungere l'alleanza anti-maratha. I Maratha avevano precedentemente aiutato Safdarjung (padre di Shujāʿ al-Dawla) a sconfiggere i Rohilla a Farrūkhābād.
I Maratha, sotto Sadashivrao Bhau, replicarono alle notizie riguardanti il ritorno degli Afghani nell'India settentrionale arruolando un esercito, con cui marciò verso settentrione. La compagine di Bhau fu rafforzata da alcuni contingenti maratha guidati da Holkar, Scindia, Gaikwad e Govind Pant Bundele. Suraj Mal (il signore jāṭ di Bharatpur) inizialmente si unì a sua volta a Bhausaheb. Questo esercito così composto prese la capitale mughal di Delhi, strappandola alla guarnigione afghana nel dicembre del 1759. Delhi era stata distrutta varie volte dalle precedenti invasioni e inoltre vi era un'acuta carenza di rifornimenti negli accampamenti maratha. Bhau ordinò il saccheggio della città, già abbondantemente spopolata. Si dice che egli avesse programmato di porre sul trono di Delhi suo nipote e il figlio del Peshwa, Vishwasrao. Il sostegno dei Jāṭ ai Maratha venne a cessare, e il loro ritiro dallo scontro che si stava per svolgere costituirà un motivo cruciale per l'infausto esito della battaglia per i nemici degli Afghani e dei Mughal. Aḥmad Shāh Abdālī versò il primo sangue nemico attaccando un piccolo contingente maratha comandato da Dattaji Shinde al Burari ghat. Dattaji cadde ucciso nello scontro.

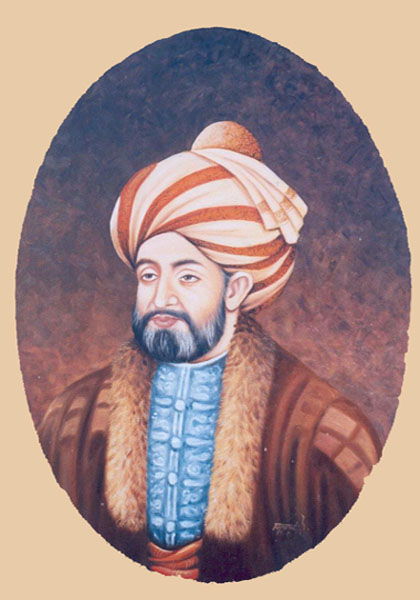
Ritratto di Aḥmad Shāh Abdālī

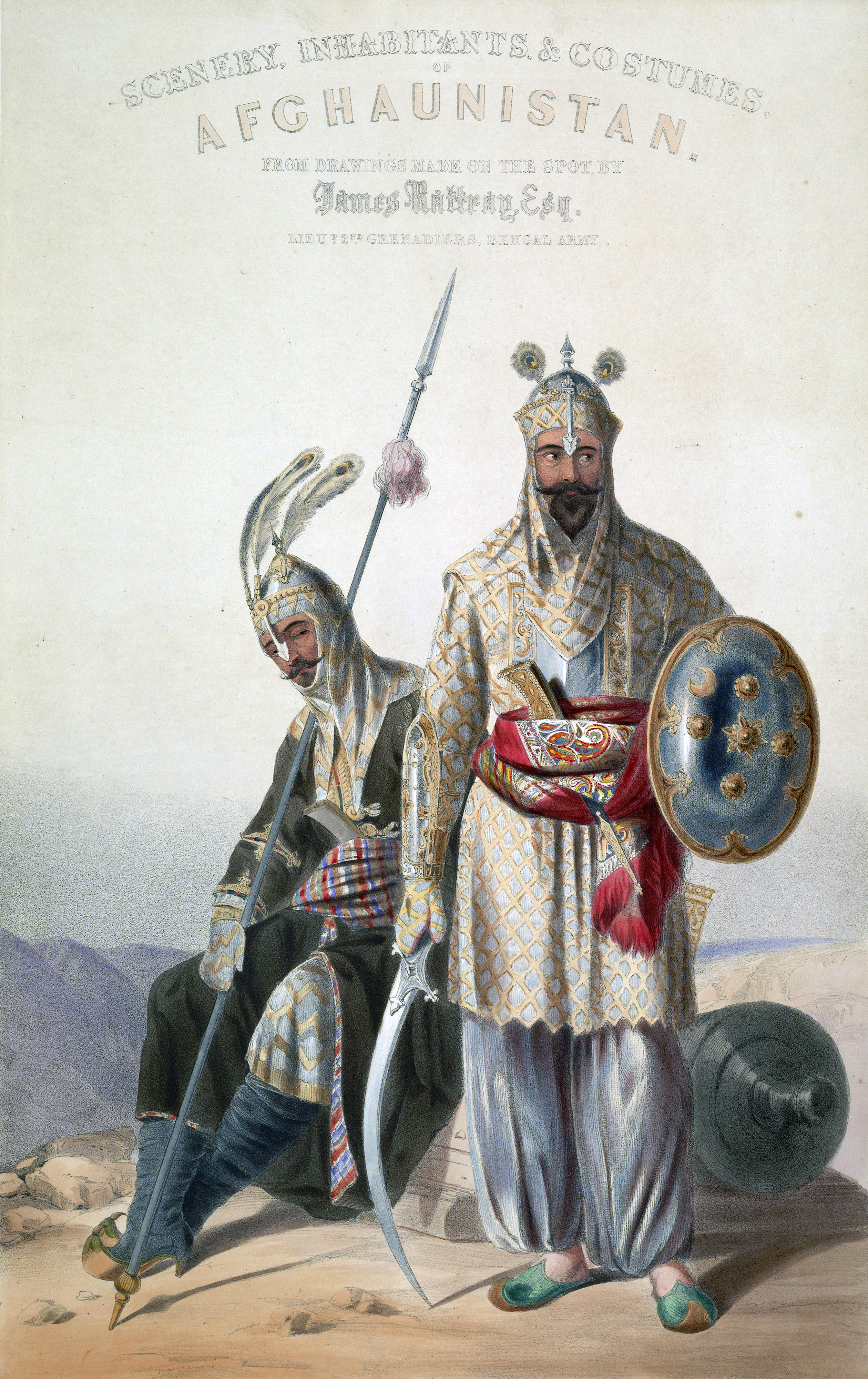
Soldati afghani dell'Impero Durrānī (chiamato anche Impero afghano).

## Sconfitta afghana a Kunjpura
Con entrambe le parti pronte alla battaglia, seguirono molte schermaglie tra i due eserciti, che ebbero luogo in particolare a Karnal e a Kunjpura. Kunjpura, sulle sponde del fiume Yamuna, a un centinaio di chilometri da Delhi, fu presa d'assalto dai Maratha e l'intera guarnigione afghana fu sterminata o fatta prigioniera. I Maratha conquistarono una facile vittoria a Kunjpura contro una compagine di circa 15 000 Afghani appostati sul luogo. Alcuni dei più validi generali di Abdālī furono uccisi. Aḥmad Shāh era accampato sulla sponda sinistra del fiume Yamuna, che era stato gonfiato dalle piogge, e non poteva far nulla per aiutare la guarnigione. Il massacro della guarnigione di Kunjpura, ben visibile dall'accampamento Durrānī, esasperò Abdālī a tal punto da fargli ordinare ai suoi uomini di attraversare il fiume ad ogni costo.

### Gli Afghani guadano lo Yamuna
Aḥmed Shāh e i suoi alleati il 17 ottobre 1760 lasciarono Shahdara, dirigendosi a sud. Assumendosi un rischio calcolato, Abdālī s'immerse nelle acque del fiume, seguito dalla sua guardia del corpo e dalle truppe. Tra il 23 e il 25 ottobre essi furono in grado di guadare il fiume a Baghpat (un piccolo centro abitato a circa 40-45 chilometri dallo Yamuna) senza incontrare resistenza da parte dei Maratha, che erano ancora occupati a saccheggiare Kunjpura.
Dopo che i Maratha fallirono nel contrastare l'attraversamento del fiume alle forze di Abdālī, si premurarono però di organizzare opere difensive sul terreno presso Pānīpat, bloccando così il ritorno nemico in Afghanistan, proprio come le forze di Abdālī bloccavano quello loro verso sud. Tuttavia, nel pomeriggio del 26 ottobre, la guardia avanzata di Aḥmed Shāh raggiunse Sambalka, a metà via all'incirca tra Sonepat e Pānīpat, dove essi si scontrarono con l'avanguardia dei Maratha.
 
Un furioso scontro ne seguì, in cui gli Afghani persero 1 000 uomini circa ma respinsero i Maratha verso il grosso delle loro truppe, che cominciarono un lento arretramento protrattosi per vari giorni. Ciò comportò un parziale accerchiamento dell'esercito maratha. Nelle zuffe che ne seguirono, Govind Pant Bundele, con la sua cavalleria leggera di 10 000 uomini (non convenientemente addestrati) andò a occuparsi del foraggio per gli animali, portando con sé circa 500 soldati. Essi furono però sorpresi da una forza afghana presso Meerut, e nel combattimento che seguì Bundele fu ucciso. Ciò fu accompagnato dalla morte di un contingente di 2 000 soldati maratha che avevano lasciato Delhi per portare il soldo e razioni a Pānīpat.

Questo completò l'accerchiamento, dal momento che Aḥmed Shāh era riuscito a tagliare le linee di rifornimento dell'esercito maratha.
Con forniture e rifornimenti in calo, le tensioni cominciarono a montare nel campo maratha. Inizialmente costoro avevano mosso più di 150 pezzi di artiglieria a lunga gittata, costruiti in Francia. Con un raggio d'azione di numerosi chilometri, questi cannoni erano praticamente il meglio esistente a quel tempo. Il piano maratha era quello di attirare da distanza di sicurezza al confronto armato gli Afghani, che avevano solo artiglieria a corta gittata.

### Movimenti preliminari
Durante i successivi due mesi dell'assedio ebbero luogo schermaglie e duelli tra le contrapposte unità. In una di tali occasioni, Najīb al-Dawla perse 3 000 dei suoi Rohilla e rischiò di rimanere ucciso egli stesso. Di fronte a un potenziale scacco, Abdālī pensò di giungere a un compromesso, che Bhau non era contrario ad accettare. Tuttavia, Najīb Khān rifiutò ogni possibilità di aggiustamento grazie a un richiamo di carattere religioso che riuscì a ispirare il forte dubbio che i Maratha avrebbero in effetti onorato ogni accordo.
Dopo che i Maratha si mossero verso Pānīpat, Diler Khān Marwat, con suo padre ʿĀlam Khān Marwat e una forza di 2 500 Pashtun, attaccò e acquisì il controllo di Kunjpura, dov'era una guarnigione maratha di 700–800 soldati. A quel tempo Atai Khān Baluch, figlio del visir di Abdālī, giunse dall'Afghanistan con 10 000 soldati di cavalleria e tagliò le linee dei rifornimenti ai Maratha. I Maratha a Pānīpat erano circondati da Abdālī a sud, dalle tribù pashtun (Yūsuf Zai, Afrīdī, Khattak) a est, da Shujāʿ, ʿAṭaī Khān a nord e da altre tribù pashtun (Gandapur, Marwat, Durrani e Kakar) a ovest.
Impossibilitato a proseguire senza rifornimenti o ad attenderli ancora a lungo, Bhau decise di rompere l'assedio. Il suo piano era di polverizzare sul terreno le formazioni nemiche col fuoco d'artiglieria e di non impiegare la cavalleria finché la resistenza degli Afghani non fosse stata affievolita. Con gli Afghani piegati in tal modo, egli avrebbe mosso gli uomini in formazione difensiva verso Delhi, dove sarebbe stato possibile trovare i necessari rifornimenti.

### Formazioni
Coi comandanti maratha che premevano su Sadashivrao Bhau perché muovesse a battaglia anziché perire di fame, il 13 gennaio i Maratha lasciarono i loro attendamenti prima dell'alba e marciarono verso sud contro il campo afghano, in un disperato tentativo di rompere l'assedio. I due eserciti si fronteggiarono quindi verso le 8:00 a.m.
Le linee maratha cominciavano poco più a nord di Kala Amb. Bloccavano così il percorso verso nord delle truppe di Abdālī e, allo stesso tempo, erano bloccati da quelle stesse truppe dal dirigersi verso sud, in direzione di Delhi, dove i Maratha potevano ottenere i rifornimenti di cui avevano estremo bisogno. Bhau, col figlio del Peshwa e la guardia reale (Ḥuẓūrāt), era disposto al centro. L'ala sinistra era composta da truppe Gārdī, sotto il musulmano Ibrāhīm Khān Gārdī. Holkar e Sindhia erano sull'estrema destra.
La linea maratha formava un arco lungo circa 12 chilometri, protetta dalla fanteria, uomini armati di lancia, moschetto, picca e arco. La cavalleria aveva ricevuto l'ordine di attendere dietro l'artiglieria e i moschettieri con la baionetta inastata, pronta a essere lanciata quando il controllo del campo di battaglia fosse stato completamente realizzato. Dietro questa linea vi era un altro anello di 30 000 giovani soldati maratha, non ancora testati in battaglia, e infine di civili. Molte erano persone normali, donne e bambini sulla via del pellegrinaggio che intendevano realizzare nei luoghi santi e santuari induisti. Dietro i civili era posizionata un'altra linea protettiva di fanteria, composta da giovani soldati inesperti.
Sul fronte opposto, gli Afghani formavano qualcosa di simile a una linea, pochi metri a sud dell'attuale Sanauli Road. La loro sinistra era formata da Najīb e la loro destra da due brigate di truppe. Il loro centro era comandato da due visir: Shujāʿ al-Dawla, con 3 000 soldati e 50–60 cannoni, e Shāh Wālī, visir di Aḥmad Shāh Abdālī, con un corpo scelto di 19 000 cavalieri afghani loricati. La destra era composta da 15 000 combattenti Rohilla sotto Ḥāfiẓ Raḥmat e altri capi patani dei Rohilla. Pasand Khān copriva l'ala sinistra con una cavalleria forte di 5 000 uomini, Barkurdar Khān e Amīr Beg coprivano la destra con uno stuolo di cavalleria di 3 000 uomini. Moschettieri con armi a lunga gittata erano altresì presenti. In tale ordine, l'esercito di Aḥmad Shāh mosse in avanti, mentre egli occupava il suo posto centrale preferito, che era allora dietro la linea ad arco di cerchio, da cui egli poteva osservare e dirigere meglio lo scontro.

## Battaglia

### Prime fasi
Prima dell'alba del 14 gennaio 1761, le truppe maratha presero nell'accampamento il loro pasto, accompagnato da acqua zuccherata, e si prepararono al combattimento. Uscirono dalle loro trincee, collocando le loro artiglierie in posizione sulle linee preordinate, a circa 2 km dagli Afghani. Vedendo che la battaglia era iniziata, Aḥmad Shāh posizionò i suoi 60 cannoni ad anima liscia e aprì il fuoco.
L'attacco iniziale fu condotto dal fianco destro dei Maratha, comandato dal musulmano Ibrāhīm Khān Gārdī, che fece avanzare la sua fanteria contro i Rohilla e Shāh Pasand Khān. Le prime salve sparate dall'artiglieria maratha volarono sopra le teste degli Afghani e fecero pochissimi danni. Il primo attacco afghano, condotto dai Rohilla di Najīb Khān, si abbatté invece con forza contro gli arcieri e i picchieri maratha, e fu coinvolta anche un'unità dei famosi moschettieri Gārdī, dislocata accanto alle postazioni dell'artiglieria. La seconda e le successive salve furono esplose a distanza ravvicinata dai ranghi afghani. La carneficina che ne conseguì fece arretrare i Rohilla sulle loro linee di partenza, lasciando il campo di battaglia nelle mani di Ibrāhīm Khān Gārdī per i successivi tre giorni, durante i quali gli 8 000 moschettieri Gardī uccisero circa 12 000 Rohilla.
Nella seconda fase dello scontro, lo stesso Bhau guidò la carica contro l'ala sinistra del centro afghano, comandato dal visir Shāh Wālī Khān. La veemenza dell'urto ruppe quasi le linee afghane, e i soldati di Aḥmad Shāh cominciarono ad abbandonare le loro posizioni in preda alla confusione e al panico. Provando disperatamente a riunire le sue forze, Shāh Wālī Khān si appellò a Shujāʿ al-Dawla per essere aiutato. Tuttavia il Nawwāb non si mosse dalle sue posizioni, per non sguarnire il centro dello schieramento. Malgrado il successo conseguito da Bhau e l'impeto del suo assalto, l'assalto non conseguì un completo successo, visto che metà quasi dei soldati maratha era sfinito. Inoltre non vi era una cavalleria pesante in grado di mantenere quei vantaggi conseguiti. Al fine di obbligare al dietro front le truppe afghane in rotta, Abdālī dispiegò i suoi moschettieri Nascibchi perché sparassero addosso ai disertori, che infine si fermarono e tornarono ai loro posti sul campo di battaglia.

### Fase finale
I Maratha, sotto la guida di Scindia, attaccarono Najīb. Questi tuttavia combatté efficacemente restando sulla difensiva, tenendo a bada le forze di Scindia. Verso mezzogiorno sembrò che Bhau avesse nuovamente a portata di mano la vittoria per i Maratha. Il fianco destro afghano manteneva ancora la propria posizione ma il centro era tagliato in due e il fianco destro era quasi del tutto distrutto. Aḥmad Shāh aveva osservato lo svolgimento della battaglia dalla propria tenda, difeso sulla sua sinistra dalle sue forze armate non ancora impiegate. Inviò allora la sua guardia del corpo a convocare i 15 000 soldati della riserva dai loro attendamenti e li organizzò in una colonna antistante la sua cavalleria di moschettieri (Kizilbash o Qizilbash) e i 2 000 mobilissimi shutarnāl, o ushtranāl ("uomini-cannone", perché montavano cannoni sulla parte posteriore dei loro cammelli).
Gli shaturnal potevano far fuoco con una nutrita salva al di sopra della testa della loro fanteria contro la cavalleria maratha. Essa non poteva resistere al fuoco dei moschetti e dei cannoni montati sui cammelli degli Afghani, i cui cavalieri potevano sparare senza dover smontare dalle loro bestie, ed erano particolarmente efficaci contro la cavalleria in rapido movimento. Abdālī intanto inviò 500 uomini della sua guardia con l'ordine di prelevare tutti gli uomini abili dall'accampamento e di mandarli al fronte. Mandò altri 1 500 uomini della sua guardia a punire le truppe di prima linea che avessero tentato di disertare e a uccidere senza pietà qualsiasi soldato che non combattesse. Queste truppe supplementari, assieme a 4 000 uomini della riserva, andarono a occupare i ranghi decimati dei Rohilla sulla destra. I rimanenti soldati della riserva, che assommava a 10 000 uomini, furono spediti a soccorrere Shāh Wālī, ancora strenuamente impegnato a resistere contro Bhau al centro dello schieramento. Questi guerrieri corazzati dovevano caricare con il Visir in ordine serrato e al galoppo. Ogni volta che essi caricavano il nemico di fronte, la compagine e Najīb erano costretti a cedere sull'altro fianco.
Coi suoi uomini sulla linea del fuoco, l'artiglieria maratha non poteva replicare ai colpi degli shathurnal e alle cariche della cavalleria. Circa 7 000 soldati della cavalleria e della fanteria maratha furono uccisi prima che il combattimento corpo a corpo cominciasse verso le ore 14:00. Alle 16:00, l'esausta fanteria maratha cominciò a soccombere agli assalti delle nuove riserve afghane, protette da giacche di pelle corazzate.

### Aggiramento
Sadashiv Rao Bhau, che non aveva truppe di riserva, vedendo i vuoti aperti nelle sue linee avanti a lui, i civili che erano dietro e vedendo Vishwasrao scomparire nel bel mezzo dei combattimenti, capì che non aveva altra scelta se non quella di scendere dal suo elefante e di guidare personalmente lo scontro.
Avvantaggiandosi di ciò, gli Afghani - che erano stati precedentemente fatti prigionieri dai Maratha durante l'assedio di Kunjpura - insorsero. I prigionieri si sfilarono le loro cinture verdi e le indossarono a mo' di turbante per far credere di far parte delle truppe dell'Impero Durrani e iniziarono ad attaccare dall'interno i loro nemici. Ciò generò confusione e grande costernazione tra i soldati maratha, che pensarono che il nemici li stessero attaccando alle spalle. Alcune truppe maratha dell'avanguardia, vedendo che il loro generale era scomparso dal suo elefante e il caos generato dietro di loro, furono presi dal panico e si sparpagliarono disordinatamente verso le retrovie.
Abdālī aveva assegnato a una parte del suo esercito il compito di accerchiare ed eliminare i Gārdī, che erano all'estrema sinistra dell'esercito maratha. Bhausaheb aveva ordinato a Vitthal Vinchurkar (con 1 500 cavalieri) e a Damaji Gaikwad (con 2 500 cavalieri) di proteggere i Gārdī. Tuttavia, dopo aver appurato che i Gārdī, non avevano alcuna indicazione per dirigere il fuoco dei loro cannoni contro le truppe nemiche, persero la pazienza e decisero di combattere essi stessi i Rohilla. Così facendo, ruppero l'ordine della loro disposizione sul terreno e si avventarono sui Rohilla. I fucilieri rohilla cominciarono a sparare con cura sulla cavalleria maratha, che era armata di sole spade. Ciò dette ai Rohilla l'opportunità di accerchiare i Gārdī e di aggirare il centro maratha, mentre Shāh Wālī insisteva ad attaccare il loro fronte. Così, i Gārdī furono abbandonati senza difesa e cominciarono a cadere a uno a uno.
Vishwasrao era già stato ucciso da un colpo alla testa. Bhau e le forze reali Huzurati combatterono fino alla fine, con il capo maratha che ebbe tre cavalli colpiti dal fuoco nemico mentre era in sella. A quel punto, i contingenti Holkar e Scindia capirono che la battaglia era perduta e fecero confluire le loro forze con quelle di un contingente, aprendosi un varco nel fianco destro maratha, cosicché i primi fuggirono attraversando le linee Durrānī verso sud, mentre Jankoji Rao Scindia guidava l'altro contingente per rafforzare le assottigliate linee dei Maratha. Le linee del fronte maratha rimasero ampiamente intatte, con alcune delle loro unità di artiglieria che combatterono fino al tramonto. Optando per non lanciare un attacco notturno, numerose truppe maratha fuggirono durante quella notte. 

La moglie di Bhau Parvatibai, che aiutava l'amministrazione delle forze maratha, fuggì verso Pune con la sua guardia del corpo, Janu Bhintada, e con Nana Fadnavis sotto la protezione del contingente Malhar di Rao Holkar. Quasi 15 000 soldati tentarono di raggiungere Gwalior.

## Spiegazioni circa l'esito della battaglia
I Durrānī erano quantitativamente e qualitativamente superiori rispetto ai Maratha. La forza combinata afghana era molto più numerosa di quella maratha. Sebbene la fanteria dei Maratha fosse organizzata secondo le linee tattiche di concezione europea e il loro esercito avesse alcune delle migliori armi di fabbricazione francese dell'epoca, la loro artiglieria era statica e mancava di mobilità rispetto alle forze afghane, in grado di muoversi rapidamente. L'artiglieria pesante montata degli Afghani si dimostrò assai più efficiente sul campo di battaglia dell'artiglieria leggera maratha. Nessuno degli altri sovrani hindu seppe o volle unire le proprie forze a quelle maratha per combattere Abdālī. Gli alleati di Aḥmad Shāh Durrānī, ovverosia Najīb al-Dawla, Shujāʿ al-Dawla e i Rohilla conoscevano molto bene l'India settentrionale. Il signore afghano ricorse anche alle sue doti diplomatiche per stringere accordi con i capi hindu, specialmente coi Jāṭ e i Rajput, oltre ad antichi rivali quale il Nawwāb di Awadh, appellandosi alla comune fede islamica.
Inoltre, i capi principali dei Maratha litigavano costantemente tra loro. Ognuno coltivava ambizioni di ritagliarsi un proprio dominio indipendente e non aveva alcun interesse a combattere contro un nemico comune. Alcuni di loro non condividevano l'idea di una battaglia campale e preferivano nettamente seguire le loro consuete tattiche di guerriglia anziché invece di caricare il nemico frontalmente. I Maratha inoltre stavano combattendo da soli in un luogo distante oltre 1600 chilometri dalla loro capitale Pune.
Raghunathrao si ipotizza fosse andato a nord per rinforzare l'esercito. Chiese una cifra importante e uomini per la guerra, che gli furono però negati da suo cugino Sadashivrao Bhau, Dīvān del Peshwa, così che egli rinunziò ad andare. Sadashivrao Bhau era lì dopo essere stato nominato comandante in capo dell'esercito maratha, sotto il quale fu combattuta la battaglia di Panipat. Alcuni storici hanno ipotizzato che la decisione del Peshwa di nominare Sadashivrao Bhau comandante supremo, anziché Malharrao Holkar o Raghunathrao, si dimostrò infelice, dal momento che Sadashivrao era totalmente ignaro della situazione politica e militare nell'India settentrionale.
Se Holkar fosse rimasto sul campo di battaglia, la disfatta maratha sarebbe stata ritardata, ma non evitata. La superiorità di Aḥmad Shāh in una battaglia campale avrebbe potuto essere evitata se i Maratha avessero condotto i combattimenti in accordo con il loro tradizionale ganimi kava, o guerriglia, come consigliato da Malharrao Holkar, sia nel Punjab sia nel nord dell'India, anche perché Abdālī non era in condizione di mantenere troppo a lungo sul luogo della battaglia il suo esercito.

## Massacri dopo la battaglia
La cavalleria e i picchieri afghani percorsero selvaggiamente le strade di Pānīpat, scannando decine di migliaia di soldati e civili maratha. Le donne e i fanciulli che avevano cercato rifugio nelle vie di Pānīpat furono trascinati negli accampamenti afghani come schiavi. I ragazzi sopra i 14 anni furono decapitati prima delle loro madri e delle loro sorelle. Agli ufficiali afghani che avevano perso i loro parenti in battaglia fu permesso di compiere massacri di indù anche il giorno successivo, a Pānīpat e nelle sue aree circostanti. Furono elevati cumuli di teste mozzate fuori dagli accampamenti dei vincitori. Secondo l'unica affidabile cronaca che cita testimonianze oculari – il bakhar del Dīvān Kashī Rāj di Shujāʿ al-Dawla – circa 40 000 prigionieri maratha furono massacrati a sangue freddo il giorno seguente la battaglia. A dire di Hamilton, un reporter della "Bombay Gazette" circa mezzo milione di Maratha era presente a Pānīpat e di essi 40 000 prigionieri furono giustiziati dagli Afghani.
Molte delle donne maratha, in disperata fuga, saltarono dentro i pozzi di Pānīpat piuttosto che correre il rischio quasi certo di essere violentate e disonorate.
Tutti i prigionieri furono trasferiti in gabbie di bambù su carretti trainati da buoi, cammelli ed elefanti.
Il Siyar al-Mutakhkhirīn sostiene:

## Conseguenze

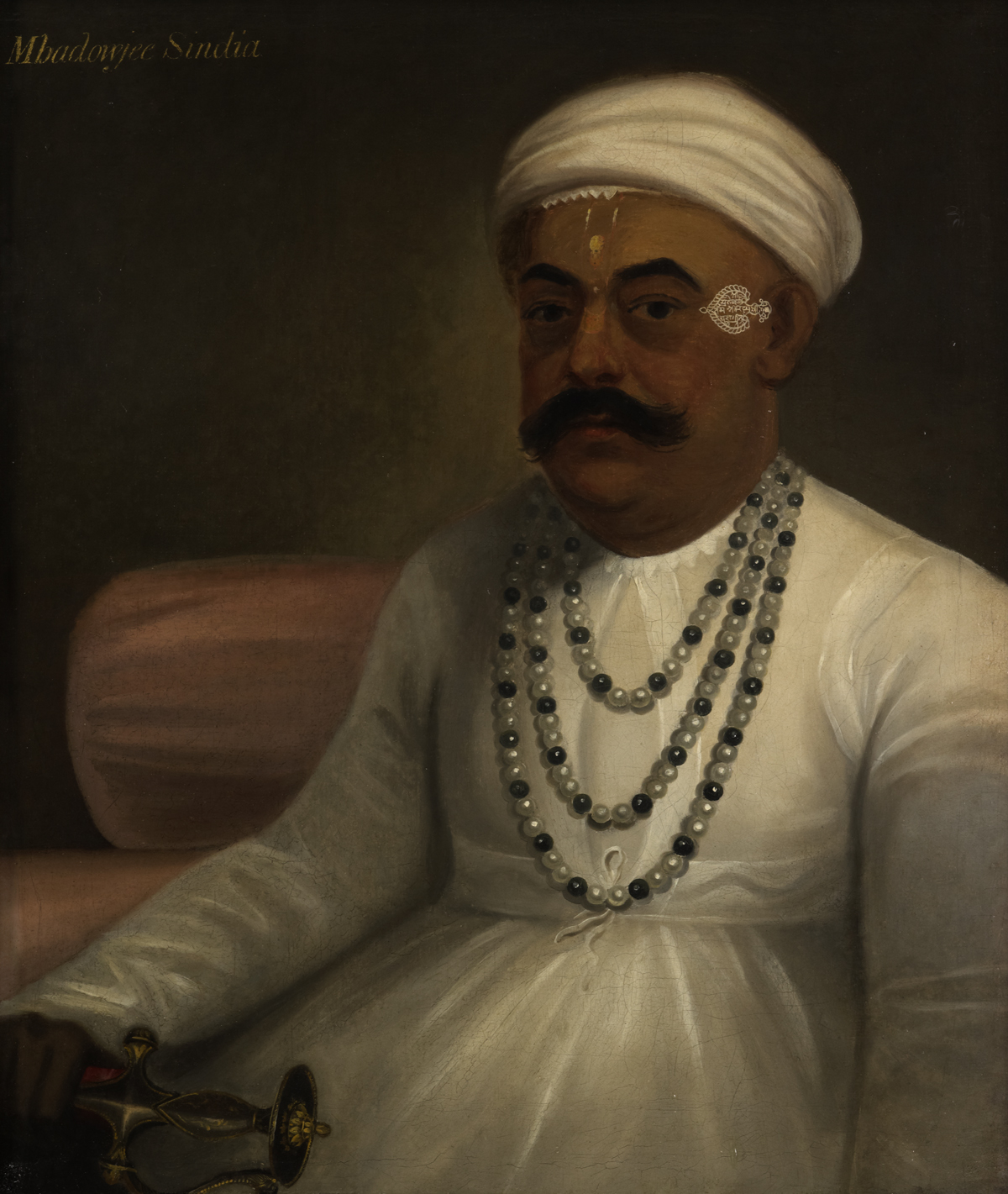
Mahadaji Shinde restaurò il dominio maratha sull'India settentrionale, entro il decennio successivo alla guerra perduta (ritratto di James Wales).

I cadaveri di Vishwasrao e di Bhau furono trovati dai Maratha e cremati secondo la loro tradizione. La moglie di Bhau, Parvatibai, fu salvata da Malharrao Holkar, secondo le direttive impartite da Bhau, e infine tornò a Pune.
Il Peshwa Balaji Baji Rao, non informato sullo stato del suo esercito, stava attraversando il Narmada con rinforzi quando seppe della disfatta. Tornò quindi a Pune e non soi riprese mai più dallo shock della disfatta di Pānīpat. Secondo Shuresh Sharma, "Fu l'amore per il piacere di Balaji Bajirao a essere il responsabile per Pānīpat. Egli rimandò a Paithan la celebrazione del suo secondo matrimonio fino al 27 dicembre, quando ormai era troppo tardi".
Jankoji Scindia fu preso prigioniero e giustiziato su istigazione di Najīb al-Dawla. Ibrāhīm Khān Gārdī fu torturato e ucciso (col consenso di Aḥmad Khān) dagli infuriati soldati afghani. I Maratha non si ripresero mai più dalla catastrofe e dalla perdita di Pānīpat, ma rimasero la potenza predominante e un vasto impero nel subcontinente indiano, tentando di riprendere Delhi 10 anni dopo. Tuttavia i loro piani riguardanti l'intera India finirono con l'ultima delle tre guerre anglo-maratha, mezzo secolo circa dopo Pānīpat, ai primi del XIX secolo.
I Jāṭ, sotto Suraj Mal, beneficiarono in modo significativo del fatto di non aver partecipato alla battaglia di Pānīpat. Garantirono assistenza notevole ai soldati e ai civili maratha che erano scampati al combattimento.
Malgrado Abdālī avesse vinto la battaglia, le perdite da lui subite furono pesanti ed egli operò per giungere a una pace coi Maratha. Abdālī mandò pertanto una lettera a Nanasaheb Peshwa (che si stava muovendo verso Delhi, anche se a un ritmo molto lento, per unirsi a Bhau contro Abdali) dicendo al Peshwa che egli non aveva attaccato Bhau se non per difendere se stesso. Abdālī scrisse nella lettera al Peshwa del 10 febbraio 1761:
Queste circostanze portarono Abdālī a lasciare l'India al più presto. Prima di partire, egli inviò ai capi indiani, incluso Robert Clive, un firmano (decreto regio), perché fosse riconosciuto Shāh ʿĀlam II come Imperatore.

Carta dell'India nel 1765, prima della caduta dei Nawwāb e degli Stati principeschi nominalmente alleati con l'Imperatore (per lo più in color verde).

Aḥmad Shāh nominò anche Najīb al-Dawla Reggente dell'Imperatore Mughal. Inoltre, Najīb e Munīr al-Dawla acconsentirono a versare ad Abdālī, come gerente del sovrano mughal, un tributo annuo di 4 milioni di rupie. Quella completata fu l'ultima grande spedizione di Aḥmad Shāh Abdālī nell'India settentrionale, dal momento che le perdite subite nella battaglia vinta lo lasciarono senza alcuna capacità di retribuire soldati per altre guerre contro i Maratha, mentre cresceva in lui la preoccupazione della crescita dei Sikh.
Le forze di Shāh Shujāʿ al-Dawla (inclusi i consiglieri persiani) svolsero un ruolo decisivo ne raccogliere notizia di rilievo sulla forze hindu e si resero famose per aver teso centinaia di sanguinose imboscate.
Dopo la battaglia di Pānīpat, i servigi dei Rohilla furono premiati da concessioni accordate da Shikohabad al Nawwāb Fayḍ Allāh Khān e da Jalesar e Firozabad al Nawwāb Saʿd Allāh Khān. Najīb Khān dimostrò di essere un vero governante. Tuttavia, dopo la sua morte nel 1770, i Rohilla vennero sconfitti dalla Compagnia britannica delle Indie Orientali.

## Retaggio
Il valore mostrato dai Maratha fu lodato dallo stesso Aḥmad Shāh Abdālī.
La terza battaglia di Pānīpat vide un numero enorme di morti e di ferite in una singola giornata di battaglia. Fu la maggior battaglia combattuta fra potenze militari dell'Asia meridionale fino alla creazione del Pakistan e della Unione indiana nel 1947.
Per salvare il loro regno, i Mughal ancora una volta cambiarono fronte e accolsero gli Afghani a Delhi. I Mughal conservarono il controllo nominale di piccole aree dell'India ma non rappresentarono mai più una forza reale. L'Impero finì ufficialmente nel 1857, quando l'ultimo Imperatore, Bahādur Shāh II, fu accusato di coinvolgimento nei Moti indiani del 1857 - che gli Indiani definiscono "Prima guerra d'indipendenza" e il mondo anglosassone insiste nel definire "Ammutinamento dei Sepoy" - ed esiliato.
L'espansionismo maratha conobbe un arresto con la battaglia, e il danno arrecato al morale dei Maratha dalla sconfitta causò contrasti e scontri all'interno del loro Impero. Essi ovviarono a tutto ciò solo col successivo Peshwa, Madhavrao I, e tornarono al primitivo controllo del settentrione indiano, occupando infine Delhi nel 1771.
Tuttavia, dopo la morte di Madhavrao, a causa delle incessanti interferenze e aggressioni vere e proprie dell'imperialismo britannico, le loro ambizioni di costituire un impero terminarono ufficialmente solo nel 1818, dopo tre guerre combattute contro la Compagnia britannica delle Indie Orientali.
Al contrario, i Sikh — la cui ribellione era stata la causa prima dell'invasione di Abdālī — conservarono ampiamente le loro ambizioni, e presto tornarono a Lahore. Quando Aḥmad Shāh tornò nel marzo del 1764, fu obbligato a interrompere il suo assedio dopo solo due settimane a causa di una ribellione in Afghanistan. Tornò ancora una volta nel 1767 ma non fu in grado di vincere alacuna battaglia decisiva. Con le sue truppe che si lagnavano di non essere retribuite, egli infine perse la regione a favore del Sikh Khalsa Raj, il cui pieno controllo continuerà fino al 1849, quando i suoi domini furono annessi dalla Compagnia britannica delle Indie Orientali.
Si citano gesti di eroismo e di valore da entrambe le parti. Ataikhan, il figlio adottivo del Visir, si dice fosse stato ucciso in quel frangente, quando Yashwantrao Pawar si arrampicò in cima al suo elefante e lo abbatté. Il corpo di Santa ji Wagh fu ritrovato con 40 ferite mortali. Il coraggio di Vishwas Rao, figlio del Peshwa, e di Sadashiv Bhau fu riconosciuto anche dagli Afghani.